# 関市立千疋小学校
関市立千疋学校 （せきしりつ せんびきしょうがっこう）は、かつて岐阜県関市に存在した公立小学校。

## 概要
- 校区は千疋・植野であり、旧・山県郡千疋村の小学校であった。1963年、保戸島小学校、小金田小学校と統合し、金竜小学校の新設により廃校。
- 校舎は1964年まで金竜小学校千疋教室として使用された。

## 沿革
- 1873年（明治6年） - 山県郡千疋村に徳成義校が開校。松林寺[注釈 2]を仮校舎とし、千疋村、植野村の児童が通学する。
- 1886年（明治19年） - 徳成簡易科小学校に改称する。
- 1889年（明治22年） - 千疋簡易科小学校に改称する。
- 1893年（明治26年） - 千疋尋常小学校に改称する。
- 1897年（明治30年）4月1日 - 千疋村と植野村が合併し、千疋村が発足。
- 1922年（大正11年） - 千疋尋常高等小学校に改称する。
- 1927年（昭和2年） - 農業科、家事科を設置。
- 1941年（昭和16年）4月1日 - 千疋国民学校に改称する。
- 1947年（昭和22年）4月1日 - 千疋村立千疋小学校に改称する。
- 1950年（昭和25年）
  - 8月10日 - 千疋村が武儀郡関町に編入される。同時に関町立千疋小学校に改称する。
  - 10月15日 - 関町が市制施行し、関市が発足。同時に関市立千疋小学校に改称する。
- 1963年（昭和38年）3月 - 保戸島小学校、小金田小学校と統合し、金竜小学校の新設により廃校。校舎は金竜小学校千疋教室となる。
- 1964年（昭和39年）3月 - 千疋教室を廃止。